# Thylogale brunii
Падемелон імлистий (Thylogale brunii) — вид дрібних сумчастих з родини Кенгурові (Macropodidae). Проживає в південній та крайній південно-східній частині острова Нова Гвінея, на островах Ару та Кай. Живе в низинних первинних вологих тропічних лісах, савано-лісовій мозаїці, деградованих лісах. Пов'язаний лише з галерейним лісом у південній частині свого ареалу і не зустрічається в сусідніх луках.

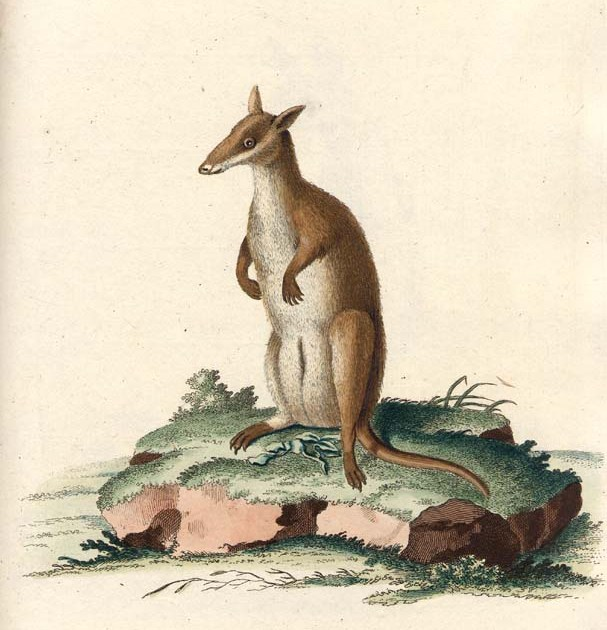
Thylogale brunii

## Етимологія
Вид названо на честь Корнеліса де Брюна (англ. Cornelis de Bruijn, 1652—1727) нідерландського художника, який у 1714 році забезпечував перше представлення європейцям австралійських кенгуру. За своє життя здійснив багато подорожей. Є автором публікації Reizen over Moskovie, door Persie en Indie 1711. Він бачив падемелона у 1706 році в саду голландського губернатора в Батавії.

## Загрози та збереження
Серйозною загрозою є полювання людей із собаками задля їжі. Полювання призвело до винищення виду в північно-східній частині ареалу, в районі Порт-Морсбі. Вид не зустрічається на природоохоронних територіях.